# スーパーフード
スーパーフード（superfood）は、一般的な食品に比べて非常に栄養価が高い、栄養バランスに優れる、もしくは特定の健康成分が多く含まれており、健康の保持増進に役立つとされる食品のことを指すマーケティング用語である。この用語は、その食品の範囲や種類が定まっていないため、専門家、栄養士などによって専門用語として一般的に使用されることはない。また、その多くはスーパーフードを支持する者が主張している健康上の利点の賛否が争われている。多くの新しい外国の果物や古代から利用されてきた伝統的な健康食品が健康成分含有量の科学的証拠なしに数多く市販されている。
オランダの栄養センターは、ゴジベリー、ヘンプシード、チアシード、ウィートグラスの販売に使用されていた健康強調表示が科学的に証明されたものではないと指摘し、そのような食物を大量に摂取した人々が「健康を損なう偏った食生活」に陥るかもしれないと警告した。 これらの果実の健康効果は研究中であり、他の新鮮な果物とは異なる健康上の効果があるという科学的証拠はない。具体的には、ブルーベリーは特に栄養素が豊富なわけではなく、ビタミンC、ビタミンK、マンガンの3つの必須栄養素が適度に含まれているのみである。
2007年、欧州連合（EU）は、製品が健康に良い理由を説明する特定の認可された健康強調表示を伴わない限り、EU内で製造・販売されるすべての食品・飲料製品に「スーパーフード」の語を使用することを禁止した。

## 概要

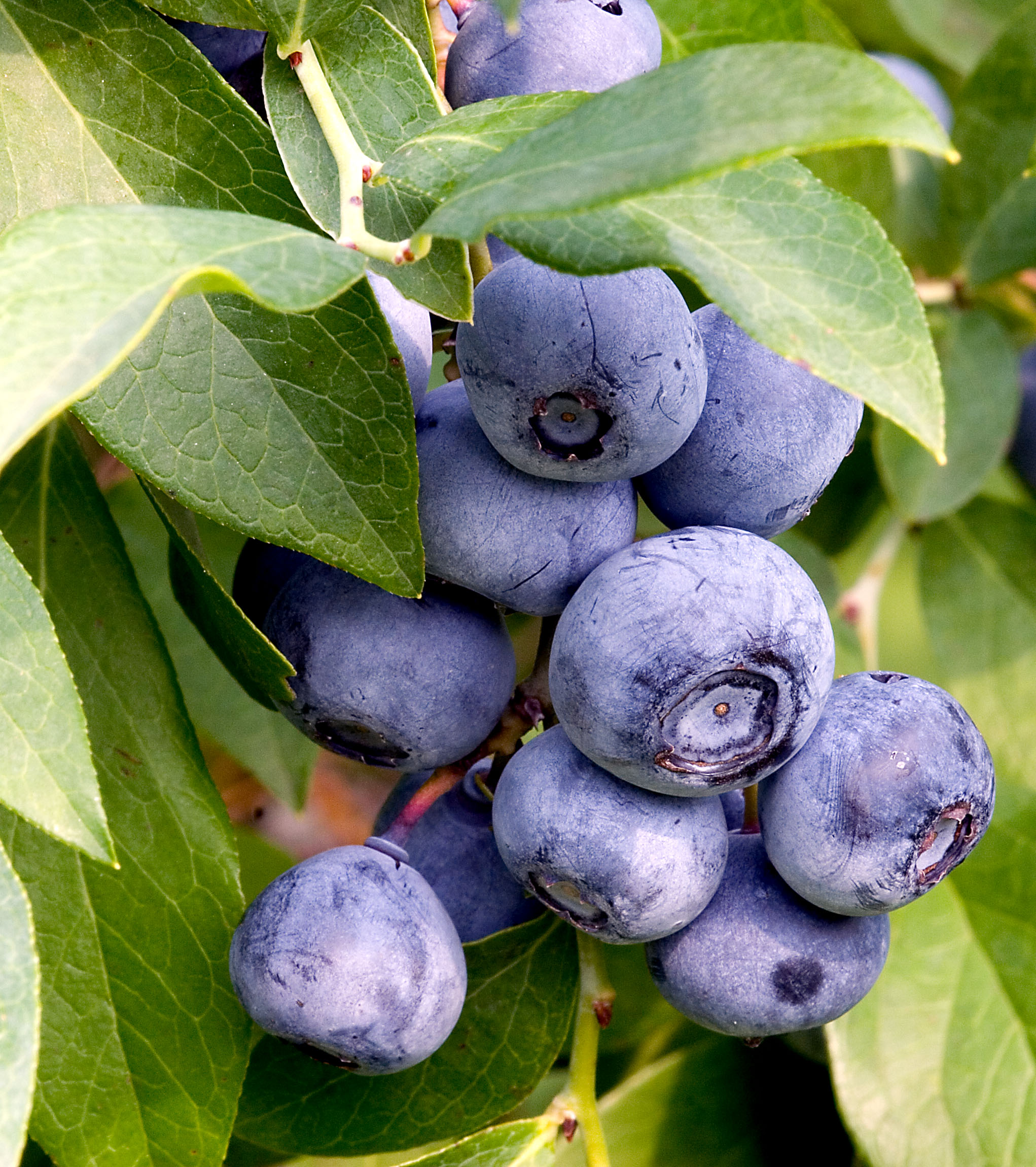
ブルーベリーは、「視力回復」や「老化を防ぐ」など様々な健康機能に注目が集まるが、ヒトでの有効性について信頼できる十分な情報は見当たらない

スーパーフードには、アメリカ食品医薬品局やアメリカ農務省、欧州食品安全局などの主要消費者市場の規制当局による公式の定義はない。この用語は1949年、マフィンの推定栄養品質についてカナダの新聞で言及する際に使用されたのが最初だとされている。20世紀後半から21世紀初頭にかけて、「スーパーフード」という用語は、特定の食品、栄養補助食品、特定の食品添加物を含む食品、流行のダイエットに関連する商品を販売するためのマーケティングツールとして使用され、健康の向上を約束していた。「スーパーフード」製品は、ラベル付きで販売されていない同様の食品よりも高い価格で販売されていた。スーパーフードとされる食物について伝えられる健康上の利点や効果は、科学的研究の立場からは支持されていないか、あるいは論争中である。 
2007年、欧州連合において、信頼できる科学的研究によって裏付けされた特定の認可を受けた表示を伴わない限り、製品をスーパーフードとして販売することが禁止された  。この判決は、対象となる食品がスーパーフードとして分類される理由を科学的に証明されたものであることを明確にするためにメーカーに発行されたマーケティングガイドラインとなった。欧州食品情報評議会は、食品の多様性に基づく食事、特に果物や野菜を含む食事から栄養素が容易に提供される場合、スーパーフードのみの食事をとることは非現実的であるとした。
イギリス王立がん研究基金によると、「スーパーフード」という用語は実際には単なるマーケティングツールであり、科学的根拠はほとんどない。スーパーフードはしばしばがんを含む疾患の予防や治療に効果があると宣伝されるが、王立がん研究基金は「健康的でバランスの取れた食事はスーパーフードで代用することはできない」としている。ロンドンにあるセントジョージ病院の主任栄養士であるキャサリン・コリンズは、この用語は有害である可能性があると指摘している。 
スーパーフルーツは、2004年に初めて使用されたスーパーフードの下位分類である。この用語は主に消費者の需要を生み出すために使用されるため、スーパーフルーツとしての果物の指定は完全にメーカー次第となっている。

## スーパーフードと経済
2007年には、スーパーフードのカテゴリは2011年までに10億ドルの世界的な産業になると予測され、数千の新しいスーパーフルーツ製品が市場に参入すると予想されていた。データモニターによると、スーパーフルーツ製品の発売は2007〜2008年には67％の割合で成長したが、ザクロ、アサイーまたはゴジをはじめとする食品および非食品の導入が2009年から2012年にかけて56％減少した。 
機能性食品および飲料に関する出版物では、さまざまな果実がスーパーフルーツと呼ばれており、2007〜2008年に約10,000件の新製品が導入されたと推定される。オセアニア産のノニ、中国産のゴジやシーバックソーン、東南アジア産のマンゴスチン、南米産のアサイーといった、比較的希少で、米国の消費者にはあまり知られていなかった果物は、2005年から2010年起こったスーパーフルーツの最初のブームの中にあったが、その人気は2010年から2013年に低下した。しかし、ザクロを使用した新製品への消費者の関心は、その間もずっと変わることはなかった。 
タヒチアンノニは1996年にノニジュースの販売を開始し、最初の10年間で数十億ドルの売り上げを達成した。以前のレポートでは、ザクロをベースにした製品は、新製品の発売により2005年から2007年にかけて400％近く成長し、過去6年を超える増加を示した。同様に、マルチフルーツジュース含むマンゴスチンジュースであるザンゴの2005年の売り上げは2億ドルであり、2002年の4000万ドルから大幅に増加した。 
メーカーは、癖のある他食品の味を隠したり、斬新さと健康の印象を消費者に与えるため、果物を使用して食品の風味を高めることがある。2005年には、5000ものベリーの新製品が導入された。スーパーフルーツのカテゴリーは、2008年の消費者製品のトップ10のグローバルトレンドの1つであった。ただし、2013年までにスーパーフルーツ製品のイノベーションは減少しており、新しい商品の紹介は少なくなった。 
2011年から2015年にかけて、「スーパーフード」、「スーパーフルーツ」または「スーパーグレイン」という言葉を含む食品または飲料の数は2倍になった。キヌア、オオムギ、スペルト小麦、キビなどの穀物は、何世紀にもわたって消費されてきたため、古来のスーパーフードとして販売されており、ホールフードであるとの認識から、加工は最小限にとどめられている。